# Jawaharlal Nehru Medical College (Ajmer)

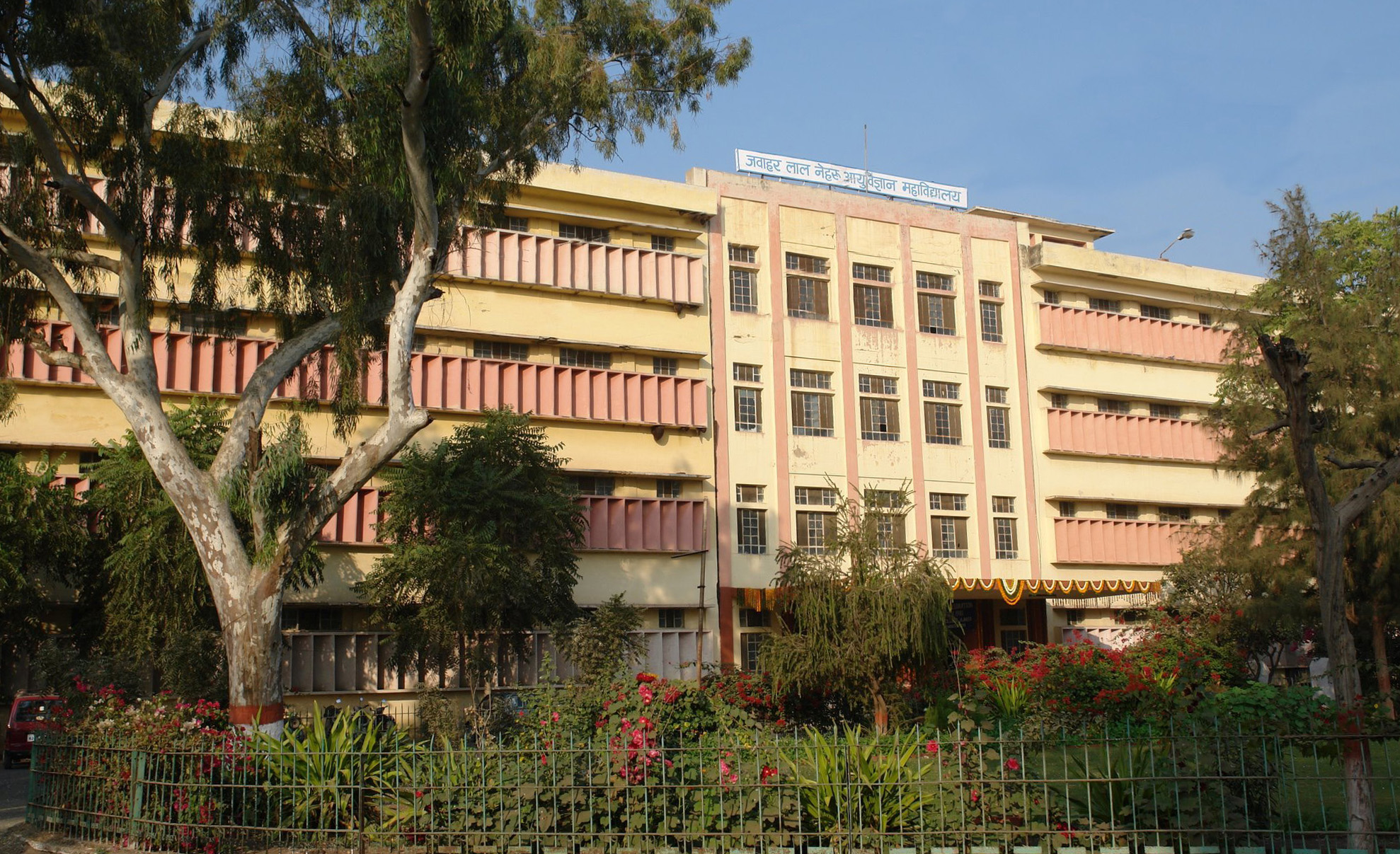
Jawaharlal Nehru Medical College

Das Jawaharlal Nehru Medical College (JLNMC) ist eine staatliche medizinische Hochschule in Ajmer, Rajasthan, Indien. Es wurde im Jahr 1965 gegründet. Es ist eine der sieben von der Regierung betriebenen medizinischen Hochschulen im westlichen Bundesstaat Rajasthan. Es bietet eine medizinische Ausbildung mit dem MBBS- (anerkannt von MCI seit 1973) und MS- / MD- / DM-Grad zusammen mit einem Diplom und anderen Abschlüssen in einigen medizinischen Disziplinen und ist Mitglied der Rajasthan University of Health Sciences, vor deren Gründung 2005 war es der Universität von Rajasthan angegliedert. Dem College sind Lehrkrankenhäuser angeschlossen, wo allgemeine, Spezial- und Superspezialitätsversorgung der Region zusammen mit Lehr- und Forschungszwecken zur Verfügung gestellt wird. Das College veröffentlicht eine Zeitschrift mit dem Titel "AJMER (Ajaymeru Journal of Medical Education and Research)".

## Angeschlossene Krankenhäuser
- Jawaharlal Nehru (Victoria): Das Lehrkrankenhaus, ursprünglich Victoria Hospital genannt, wurde während der Kolonialzeit errichtet. Das alte Gebäude beherbergt heute die Ajmer Municipal Corporation.[3] 1851 wurde im Auftrag des Colonel Dixon eine Klinik errichtet. Im Jahr 1895 wurde der Bau des größeren allgemeinen Krankenhauses zu einem Preis von Rs. 43.250 begonnen, teils durch Subskriptionen und teils durch den Verkauf des alten Krankenhauses, anlässlich des diamantenen Thronjubiläums von Königin Victoria (1897).[4] Im Jahr 1928 wurde es an seinen jetzigen Standort verlegt und in New Victoria Hospital umbenannt, das 1965 weiter in JLN Hospital umbenannt wurde.[5] Heute dient es als Überweisungskrankenhaus der Ajmer-Division von Rajasthan, das Bezirke von Ajmer, Bhilwara, Nagaur und Pali umfasst.
- Kamla Nehru Memorial TB: Es beherbergt die Brust- & Atemwegs-Abteilung der Hochschule, in der Tuberkulose-Patienten aus der Region behandelt werden.
- Rajkiya Mahila Chikitsalya: Es beherbergt die gynäkologische Abteilung und befindet sich 7 km vom Hauptcampus entfernt. 1965 begann es als "Panna Dhai Maternity Home", wurde aber aus Platzmangel 1968 in das Longia Hospital (eine Stadtapotheke) verlegt und blieb dort bis 1974. Es wurde als separates Krankenhaus umstrukturiert und zog 1999–2000 in sein gegenwärtiges Gebäude.
- Satelliten-Krankenhaus
- Post Graduate Institute für Kardiologie: Es ist die erste von der Regierung betriebene medizinische Hochschule in Rajasthan, in der eine Kardiologieabteilung eingerichtet wurde.